# Frankfurter Kunstverein

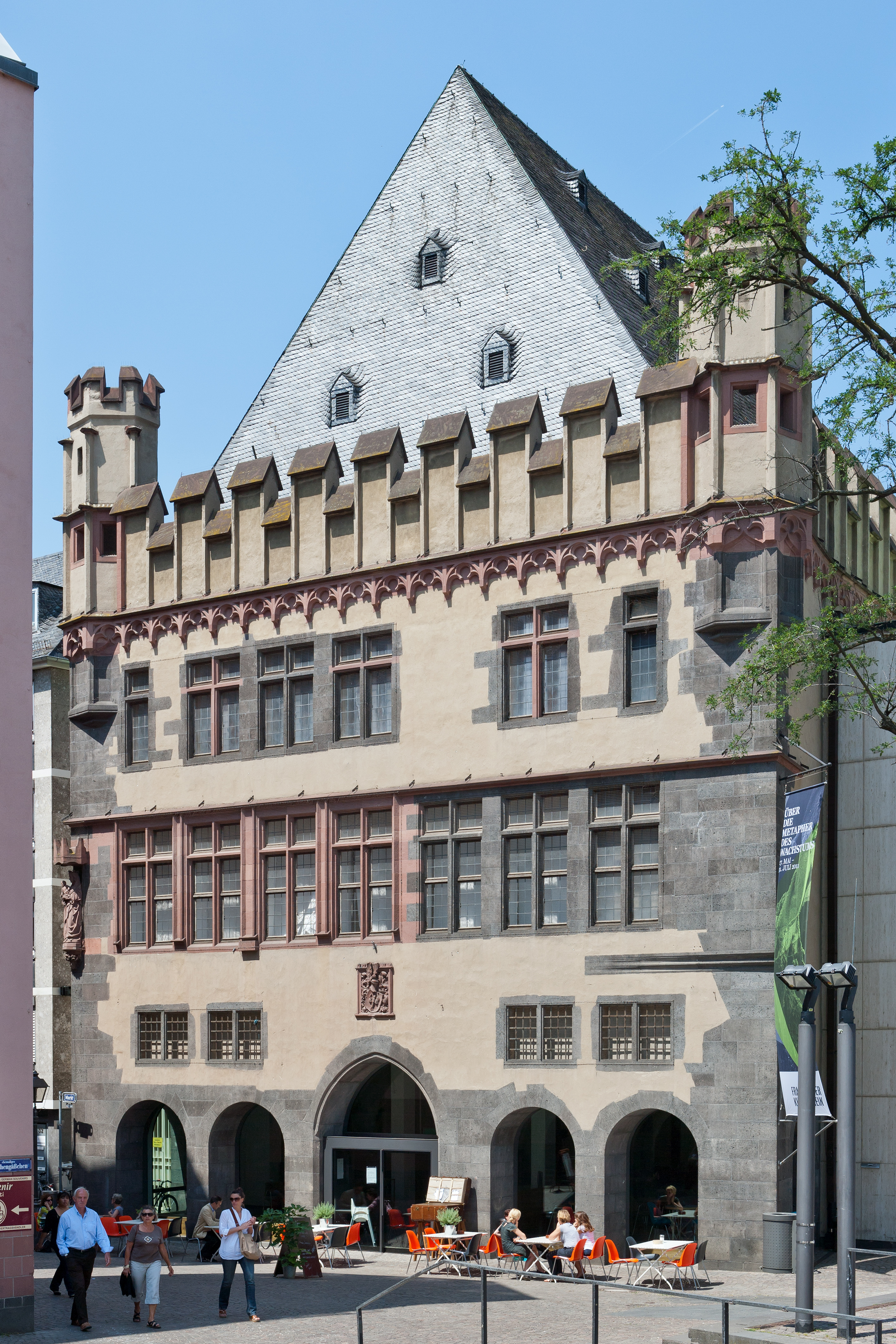
Steinernes Haus, seit 1962 Sitz des Kunstvereins (Foto: 2011)

Der Frankfurter Kunstverein in Frankfurt am Main ist ein gemeinnütziger Verein, der sich der Vermittlung zeitgenössischer Kunst widmet. Er ist einer der ältesten deutschen Kunstvereine.

## Geschichte

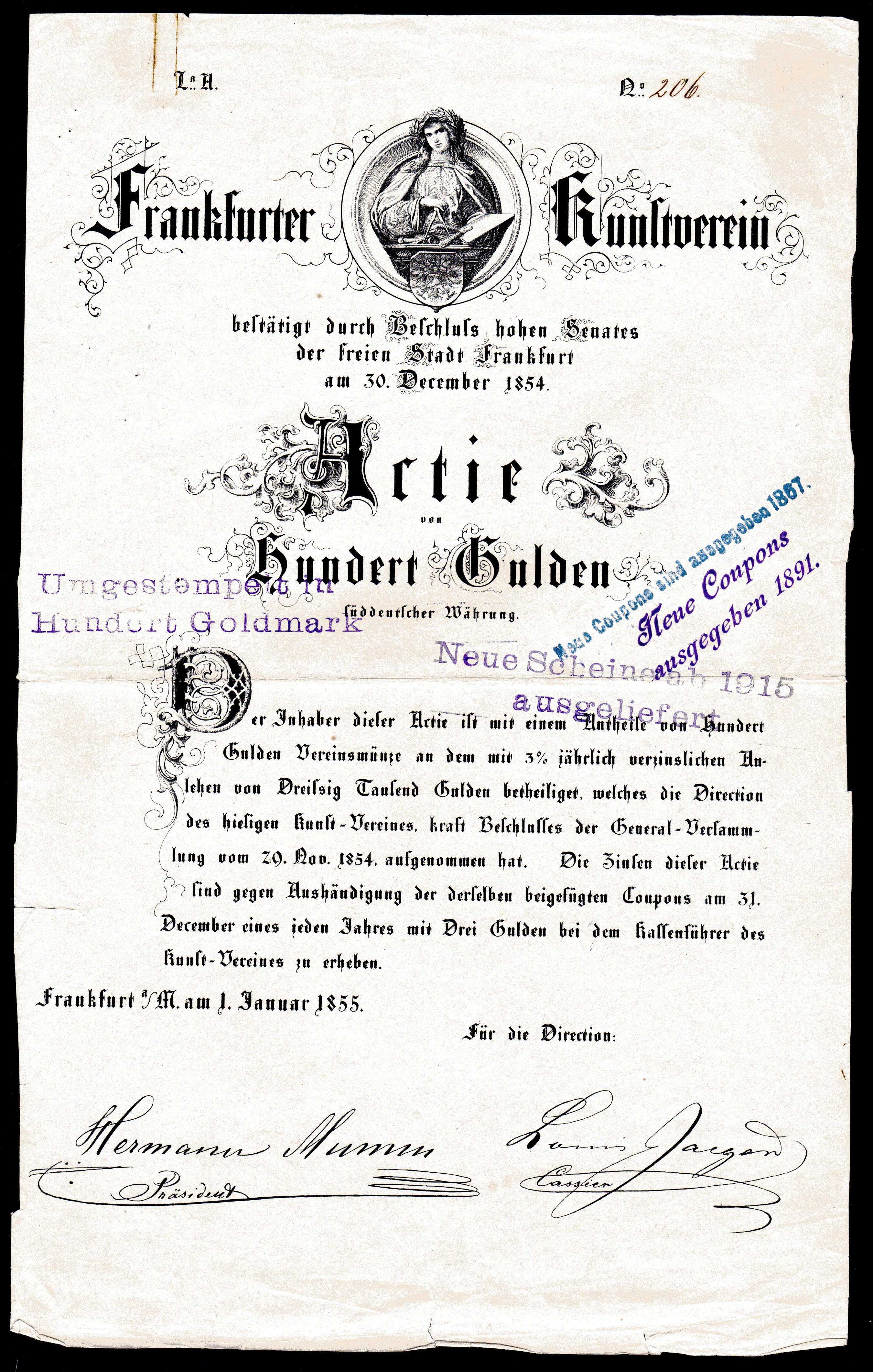
Aktie des Frankfurter Kunstvereins vom 1. Januar 1855

Der Frankfurter Kunstverein wurde 1829 durch eine Gruppe einflussreicher Bürger von Frankfurt am Main gegründet, darunter der Senator und spätere Bürgermeister der Freien Stadt Frankfurt, Johann Gerhard Christian Thomas, der Historiker Johann Friedrich Böhmer und der Kunsthistoriker Johann David Passavant. Dem Verein gehörten bald nahezu alle bedeutenden Bürger und Künstler der Stadt an. Sein Zweck war die Förderung der Künste und des Kunstsinnes in der Kaufmannstadt sowie der Ankauf von Kunstwerken für die Öffentlichkeit.
Da die Finanzkraft des Frankfurter Kunstvereins eingeschränkt war, wurde er 1855 aufgelöst. An seine Stelle trat die neu gegründete Aktiengesellschaft „Frankfurter Kunstverein“.
Am 15. Dezember 1926 eröffnete der Kunstverein in der Junghofstraße seine große Verlosungsausstellung, gewinnen konnte man Werke von Joseph Kaspar Correggio, Friedrich Mook, Joachim Ringelnatz und Carl Stoltz. 1936 fand die „Ausstellung der Städelschule im Frankfurter Kunstverein“ statt. Gezeigt wurde u. a. Grafikdesign aus der Klasse von Albert Windisch.
Das 1861 errichtete Gebäude des Kunstvereins in der Junghofstraße wurde 1944 bei einem Bombenangriff zerstört. Bereits vorher wurde der Kunstverein durch die Nürnberger Gesetze und die Verfolgung, Vertreibung oder Vernichtung seiner jüdischen Mitglieder geschwächt. Als der Reichskulturkammer angeschlossene Institution wurde er 1945 vorübergehend von der Amerikanischen Militärregierung verboten. 1948 bezog der Kunstverein ein neues Domizil an der Eschenheimer Anlage. Der Kunstverein machte sich zur Aufgabe insbesondere Künstler zu zeigen, welche in der Nazi-Zeit nicht gezeigt wurden. Doch reichten die Einnahmen kaum für die Deckung der laufenden Kosten. Mitte der 1950er Jahre musste der Kunstverein diese Räume schließen.

## Steinernes Haus

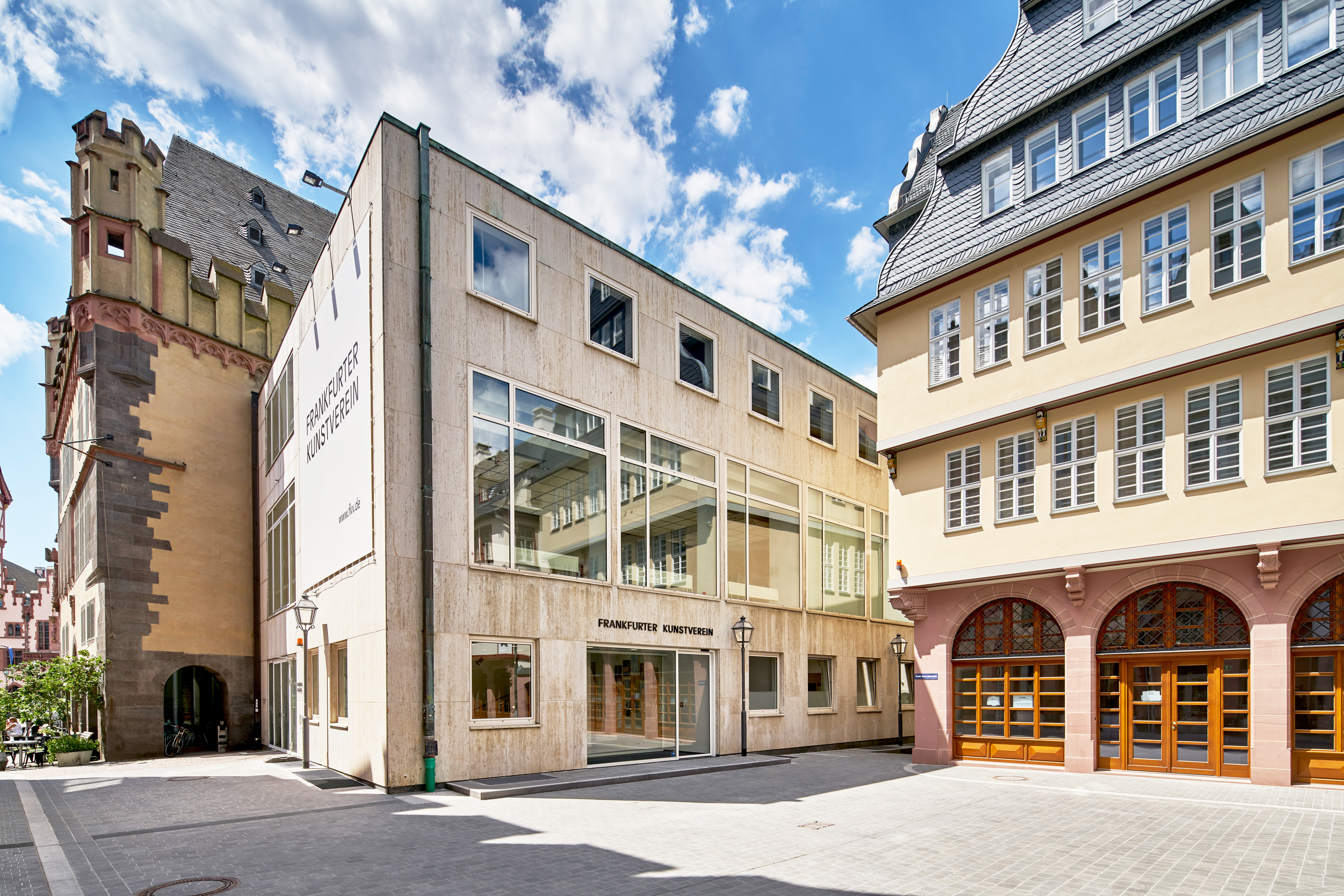
Kunstverein im Steinernen Haus mit modernem Anbau neben dem rekonstruierten Haus Alt Nürnberg (Foto: 2018)

1962 bezog der Kunstverein, nach zwischenzeitlichen provisorischen Quartieren, das Steinerne Haus am Römerberg, das bereits von 1905 bis zur Zerstörung bei den Luftangriffen auf Frankfurt am Main 1944 im Besitz des Vereins gewesen war. Beim Wiederaufbau erhielt das Gebäude einen modernistischen kubischen Anbau auf dem Bauplatz des früheren Hauses Mohrenkopf, der die Ausstellungsfläche erheblich auf etwa 900 Quadratmeter vergrößerte und Platz für Büros schuf. Mit verstärkter finanzieller Unterstützung durch die Stadt und unter dem neuen Direktor Ewald Radtke war nun die Ausstellung internationaler Kunst des 20. Jahrhunderts möglich.
Inzwischen steht das komplette Ensemble unter Denkmalschutz. Markantes Element der Architektur des Frankfurter Kunstvereins ist das geschwungene Treppenhaus im Innenraum des Neubaus, das außerdem Ort der Wandarbeit „Treppenhaus II Experimenta 4 1971“ (Rekonstruktion 1999) von Blinky Palermo ist. Das Architekturbüro „Turkali Architekten“ verantwortete im Jahr 1993 umfangreiche Modernisierungsmaßnahmen im Eingangsbereich und Foyer. Die ursprünglich als Ausstellungsflächen genutzten Arkaden im Erdgeschoss des Steinernen Hauses beherbergen seitdem ein Café.
Im Rahmen des Dom-Römer-Projektes wurden 2013 bis 2018 die historisch bedeutenden Gassen Markt und Hinter dem Lämmchen mit ihrer kleinteiligen, teilweise nach historischen Vorbildern rekonstruierten Bebauung neu. Der Frankfurter Kunstverein ergänzte im Rahmen des Projektes den modernen Anbau um einen zweiten Eingang, der sich nach Osten zur Gasse Hinter dem Lämmchen hin öffnet. Seit 2014 unter Leitung der Kunsthistorikerin und Kuratorin Franziska Nori realisierte der Kunstverein außerdem Außenskulpturen von Joko Avianto (2015) und dem Künstlerduo Winter/Hörbelt (2018), die einen direkten Bezug zur Architektur nahmen und über einen mehrmonatigen Zeitraum hinweg zu besichtigen waren. Dem Verein gehören heute über 1000 Mitglieder an.
Dem Kunstverein wurde 2019 der Binding-Kulturpreis verliehen. 2020 erhielt der Kunstverein für die Ausstellung mit Jeremy Shaw den Preis „Ausgezeichnet Ausgestellt“ der Dr. Marschner Stiftung. Im Jahr 2022 gewann die Ausstellung „Three Doors – Forensic Architecture/Forensis, Initiative 19. Februar, Initiative in Gedenken an Oury Jalloh“ den art-Kuratorenpreis des art-Magazins.

## Direktoren des Kunstvereins (seit 1945)
- Curt Gravenkamp (1945–1961) Ausstellungen u. a. Frankfurter Kunst der Gegenwart, 1947 ff; Fritz Winter, Mateo Cristiani, 1952; Ernst Wilhelm Nay; 1952, Georg Meistermann, 1953; Mateo Cristiani, Hanny Franke; 1955 Hann Trier, Joseph Kaspar Correggio, 1960
- Ewald Rathke (1961–1970) Ausstellungen u. a. Edvard Munch, 1962; Amedeo Modigliani, 1963; Arnold Böcklin, 1964; Picasso Handzeichnungen, 1965; Wols – Gemälde, Aquarelle, Zeichnungen, Fotos, 1965/1966; Konstruktive Malerei, 1966/1967; Alexej Jawlensky, 1967; Kompass New York, 1967/1968.
- Georg Bussmann (1970–1980) Ausstellungen u. a. Kunst und Politik, 1970; Renato Guttuso, 1974; Kunst im 3. Reich. Dokumente der Unterwerfung. 1974; George Grosz, 1975
- Peter Weiermair (1980 bis 1998) Ausstellungen u. a. Robert Mapplethorpe, 1981; Abraham David Christian, 1983, Franz Mon, 1986; Spanische Bilder, 1986; Positionen schwedischer Malerei 1873–1995, 1995; PROSPECT Internationale Ausstellungen aktueller Kunst, 1986, 1993, 1996; Lynn Davis, 1990; Das Bild des Körpers, 1993; Luigi Ontani, 1996; Alfred Hrdlicka, 1997; The House oft the Zeitgeist by James Lee Byars. In Zusammenarbeit mit dem Museum für Moderne Kunst München, 1997; Helen Levitt, 1998.
- Nicolaus Schafhausen (1999 bis 2005) Ausstellungen u. a. Liam Gillick, 1999; To the people of the city of the Euro, 1999; Video-Installation Kino der Dekonstruktion, 1999 bis 2000; Stephen Prina, 2000; Christa Näher, 2001; Marcel Odenbach, 2002; fresh and upcoming, 2003;  Nation, 2003; deutschemalereizweitausenddrei, 2003; Cerith Wyn Evans, 2004
- Chus Martínez (2006–2008) Ausstellungen u. a. The Martha Rosler Library, 2006; Whenever It Starts It Is The Right Time, Strategien für eine unstetige Zukunft, 2007; Tommy Støckel, 2007; The Great Transformation – Kunst und taktische Magie, 2008; Natascha Sadr Haghighian – Früchte der Arbeit, 2008;
- Holger Kube Ventura (2009 bis 2014); Ausstellungen u. a. Gemeinsam in die Zukunft, 2009; Bilder vom Künstler, 2009; Das Wesen im Ding, 2010; Sven Johne: Berichte zwischen Morgen und Grauen, 2010; Tales of Resistance and Change – Artists from Argentina, 2010; New Frankfurt Internationals: Stories and Stages, 2010; Dierk Schmidt: Image Leaks, 2011; Maya Schweizer und Clemens von Wedemeyer: Metropolis – Bericht über China, 2011; Über die Metapher des Wachstums, 2011; Ragnar Kjartansson: Endlose Sehnsucht, ewige Wiederkehr, 2011; Grenzen anderer Natur – Zeitgenössische Fotokunst aus Island, 2011; Arte Essenziale, 2011; Demonstrationen – Vom Werden normativer Ordnungen, 2012; Making History, 2012; Malerei der ungewissen Gegenden, 2012; Contact. Artists from Aotearoao / Newzealand, 2012; Kunstgeschichten im Steinernen Haus – To the People of the City[8], 2012; Vereinzelt Schauer – Formen von Wetter, 2013; Ohnmacht als Situation. Democracia, Revolutie & Polizey, 2013; Futur Perfekt. Vollendete Zukunft, 2013; Per speculum me video, 2013; Vom Dasein und Sosein. Skulptur, Objekt & Bühne, 2014; Der Tod ist Dein Körper, 2014; Matters of Time. Artists from Finland, 2014; Pauline M’barek: Formen der Berührung, 2014
- Franziska Nori (seit 1. November 2014) Ausstellungen u. a. Thomas Feuerstein: Psychoprosa, 2015; Trevor Paglen: The Octopus, 2015; Körper–Ich. Körper im Zeitalter digitaler Technologien, 2015; Roots. Indonesian Contemporary Art, 2015; Mechanismen der Gewalt, 2015; Paulo Nazareth: Aqui é Arte, 2016; Atchilihtallah – Von der Transformation der Dinge, 2016; Things I Think I Want: Sechs Positionen zeitgenössischer Kunst, 2017; Melanie Bonajo: Single Mother Songs from the End of Nature, 2017; Perception is Reality: Über die Konstruktion von Wirklichkeit und virtuelle Welten, 2017; I am here to learn: Zur maschinellen Interpretation der Welt, 2018, (Co-Kreation Mattis Kuhn); Rückbindung an Welt: Über das Poetische in Elementen und Materialien, 2018; Yves Netzhammer / Theo Jansen / Takayuki Todo: Empathische Systeme, 2019; Trees of Life – Erzählungen für einen beschädigten Planeten, 2019; Edmonds Urzeitreich. Eine Dinograbung in Frankfurt, 2020; How to Make a Paradise – Sehnsucht und Abhängigkeit in generierten Welten (Co-Kuration Mattis Kuhn), 2020; Jeremy Shaw – Phase Shifting Index, 2020; Die Intelligenz der Pflanzen, 2021; Three Doors, 2022; Wie geht es jetzt weiter? Zwölf Erzählungen aktueller Kunst aus Spanien, 2022; Eva & Franco Mattes: Fake Views, 2023; Bending The Curve – Wissen, Handeln, [Für]Sorge für Biodiversität, 2023; Sonja Yakovleva / Gintarė Sokelytė – Wer hat Macht? Körper im Streik, 2024; Das Anwesende des Abwesenden (In Kooperation mit der Senckenberg Gesellschaft für Naturforschung), 2024/25; And This is Us 2025 – Junge Kunst aus Frankfurt, ab 10. Mai 2025